# Telegrafbergets naturreservat
Telegrafbergets naturreservat är ett kommunalt naturreservat i Tyresö kommun i Stockholms län.
Området är naturskyddat sedan 2021 och är 137 hektar stort. Reservatet ligger på Brevikshalvön och består av skog på en höjd och Ällmora träsk.